# Verwaltungsprivatrecht

Übersicht Verwaltungshandeln

Unter Verwaltungsprivatrecht wird das Handeln eines Verwaltungsträgers verstanden, der Aufgaben der öffentlichen Leistungsverwaltung gegenüber dem Bürger in privatrechtlicher Rechtsform erfüllt. Dies ist beispielsweise der Fall, wenn die Verwaltung eine öffentliche Einrichtung privatrechtlich betreibt, etwa im Bereich der Daseinsvorsorge die Gas-, Wasser- und Stromversorgung in Form einer GmbH. Nicht gemeint sind damit die Beschaffungs- oder auch Vermögensverwaltung sowie erwerbswirtschaftliche Betätigungen, die der eigenen Versorgung dienen. 
In diesen Fällen bleibt die Verwaltung, obwohl sie privatrechtlich tätig ist, unmittelbar und in vollem Umfang an die Grundrechte gebunden. Das Verwaltungsprivatrecht bietet somit keine „Flucht“ der Verwaltung vor der Grundrechtsbindung („keine Flucht ins Privatrecht“). 
Verwaltungsprivatrecht ist somit durch Normen des öffentlichen Rechts überlagertes Privatrecht. Es kommt nur in Betracht, wenn in erster Linie privatrechtliche Vorschriften maßgeblich sind. Prozesse sind gemäß § 13 GVG im Wege der Zivilgerichtsbarkeit durchzusetzen. 
Die Erledigung von Verwaltungsaufgaben in Form des Privatrechts kann der Leistungsverwaltung Vorteile bieten. So herrscht im Privatrecht eine höhere Bestimmungsdichte vor, wobei nicht erforderliche Regelungen weitgehend disponibel sind, was für eine freiere Vertragsgestaltung sorgt. Demgegenüber ist das Verwaltungsrecht lückenhaft geregelt und die Normen sind zumeist zwingender Natur. Schließlich ist eine von der Gemeinde abhängige juristische Person (beispielsweise die Gas-, Wasser- und Stromversorgungs-GmbH) weitgehend der Kontrolle des Gemeinderats entzogen, was für die Kommunalverwaltung attraktiv sein kann.